# Virginio Ravanelli
Virginio Giuseppe Ravanelli OFM (ur. 19 marca 1927 w Cis, zm. 5 grudnia 2014 w Jerozolimie) – włoski biblista, licencjusz w dziedzinie nauk biblinych, doktor teologii biblijnej, franciszkanin, emerytowany profesor Franciszkańskiego Studium Biblijnego w Jerozolimie.

## Życiorys
Virginio Ravanelli należał do franciszkanskiej Prowincji pw. Św. Wigiliusza w Trydencie. W 1954 uzyskał licencjat z nauk biblijnych przed Papieską Komisją Biblijną w Rzymie, zaś w 1957 doktoryzował się z teologii biblijnej w rzymskim Antonianum.
Przez wiele lat o. Ravanelli był wykładowcą Język języka hebrajskiego oraz egzegezy Starego Testamentu w Studium Theologicum Jerosolimitanum i Studium Biblicum Franciscanum w Jerozolimie. Oprowadzał wycieczki biblijne po Ziemi Świętej Zmarł w Jerozolimie w 2014.